# Ь
Ь, miękki znak (ukr. м’який знак, biał. мяккі знак, ros. мягкий знак, bułg. ер малък) (Ь, ь) – znak cyrylicy służący do zmiękczania. W wymowie odpowiada to palatalizacji [ʲ]. Nie rozpoczyna wyrazów, a forma „wielkiej litery” jest używana w wyrażeniach zawierających tylko wersaliki lub kapitaliki.

## Kodowanie
| Znak                   | Ь                                 | Ь                                 | ь                               | ь                               |
| ---------------------- | --------------------------------- | --------------------------------- | ------------------------------- | ------------------------------- |
| Nazwa w Unikodzie      | Cyrillic Capital Letter Soft Sign | Cyrillic Capital Letter Soft Sign | Cyrillic Small Letter Soft Sign | Cyrillic Small Letter Soft Sign |
| Kodowanie              | dziesiątkowo                      | szesnastkowo                      | dziesiątkowo                    | szesnastkowo                    |
| Unicode                | 1068                              | U+042C                            | 1100                            | U+044C                          |
| UTF-8                  | 208 172                           | d0 ac                             | 209 140                         | d1 8c                           |
| Odwołania znakowe SGML | &#1068;                           | &#x042C;                          | &#1100;                         | &#x044C;                        |
| Macintosh Cyrillic     | 156                               | 9C                                | 252                             | FC                              |
| ISO 8859-5             | 204                               | CC                                | 236                             | EC                              |
| Windows-1251           | 220                               | DC                                | 252                             | FC                              |
| Code page 866          | 156                               | 9C                                | 236                             | EC                              |
| Code page 855          | 238                               | EE                                | 237                             | ED                              |
| KOI8-R i KOI8-U        | 248                               | F8                                | 216                             | D8                              |